# Earthbound (음반)
| 평가 점수  | 평가 점수  |
| 출처       | 점수       |
| ---------- | ---------- |
| Allmusic   | [ 1 ]      |
| BBC Online | favourable |

《Earthbound》는 영국의 프로그레시브 록 밴드 킹 크림슨의 첫 번째 라이브 음반으로, 1972년 해체된 음반의 라인업 직후 예산 녹음으로 발매되었다. 이 음반은 밴드의 첫 번째 공식 라이브가 담겨진 시그니처 송인 〈21st Century Schizoid Man〉와 1970년 미국 LPB가 아닌 〈Groon〉의 확장된 라이브 버전을 포함하고 있다. 또한 보즈 버렐의 산만한 보컬과 함께 두 개의 즉흥곡을 수록하고 있다.
라이브 사운드 엔지니어인 헌터 맥도널드가 카세트 테이프(1972년 기준에서도 낮은 충실도의 녹음 매체)에 녹음했기 때문에 이 음반의 음질은 매우 좋지 않다. 라이너 노트는 오리지널 LP 커버와 음반의 최근 CD 재발행에 대해 "폭스바겐 트럭 뒤편에서 빗속에서 켈시 모리스가 제조한 믹서기로부터 공급받은 암펙스 스테레오 카세트에 생방송으로 포착되었다."라고 명시했다. 미국과 캐나다의 킹 크림슨의 원래 배급사인 애틀랜틱 레코드는 음질이 좋지 않다는 이유로 《Earthbound》 발매를 거절했다. 카세트 기원으로 인해 이후 음반의 CD 재발행 시 사운드를 크게 개선할 수 없었다.
확장 CD-DVD 버전은 2017년 11월 13일에 발매되었다. CD는 12곡으로 확장되었으며 DVD는 추가 오디오 자료와 함께 음반의 하이레스 오디오가 포함되어 있다.

## 곡 목록
| #  | 제목                          | 작사·작곡                                                           | 재생 시간 |
| -- | ----------------------------- | ------------------------------------------------------------------- | --------- |
| 1. | 〈21st Century Schizoid Man〉 | 로버트 프립, 마이클 자일스, 그렉 레이크, 이언 맥도널드, 피터 신필드 | 11:45     |
| 2. | 〈Peoria〉                    | 보즈 버렐, 멜 콜린스, 프립, 이언 월레스                             | 7:30      |
| 3. | 〈Sailor's Tale (기악)〉      | 프립                                                                | 4:45      |

| #  | 제목                  | 작사·작곡                  | 재생 시간 |
| -- | --------------------- | -------------------------- | --------- |
| 4. | 〈Earthbound (기악)〉 | 버렐, 콜린스, 프립, 월레스 | 6:08      |
| 5. | 〈Groon (기악)〉      | 프립                       | 15:30     |

## 참여 인원
킹 크림슨
- 로버트 프립 – 일렉트릭 기타
- 보즈 버렐 – 베이스 기타, 보컬
- 멜 콜린스 – 알토, 테너 색소폰, 바리톤 색소폰, 멜로트론
- 이언 월레스 – 드럼